# Radotki
Ne doit pas être confondu avec Radot.
Radotki (prononciation : [raˈdɔtki]) est un village polonais de la gmina de Brudzeń Duży dans le powiat de Płock de la voïvodie de Mazovie dans le centre-est de la Pologne.
Il se situe à environ 9 kilomètres au sud-est de Brudzeń Duży (siège de la gmina), 12 kilomètres au nord-ouest de Płock (siège du powiat) et à 108 kilomètres au nord-ouest de Varsovie (capitale de la Pologne).
Le village compte approximativement une population de 47 habitants en 2005.

## Histoire
De 1975 à 1998, le village appartenait administrativement à la voïvodie de Płock.